# Marta Melicharová
Marta Melicharová (nacida el 24 de junio de 1941) es una exjugadora de baloncesto checoslovaca. Consiguió 4 medallas en competiciones oficiales con Checoslovaquia.